# Lista de governadores do Pará
Esta é uma lista de governantes do Pará (capitães-mores e governadores) nas fases de Conquista, Capitania, Província e Estado Federativo.
O Pará é um estado da federação, sendo governado por três poderes, o executivo, representado pelo governador, o legislativo, representado pela Assembleia Legislativa do Estado do Pará, e o judiciário, representado pelo Tribunal de Justiça do Estado do Pará e outros tribunais e juízes. Também é permitida a participação popular nas decisões do governo através de referendos e plebiscitos.
Belém é o município com o maior número de eleitores, com 1,043 milhão destes. Em seguida aparecem Ananindeua, com 291,2 mil eleitores, Santarém (209,4 mil eleitores), Marabá (159 mil eleitores) e Parauapebas, Castanhal e Abaetetuba, com 149,5 mil, 121,2 mil e 104,6 mil eleitores, respectivamente. O município com menor número de eleitores é Bannach, com 3,1 mil.
Tratando-se sobre partidos políticos, todos os 35 partidos políticos brasileiros possuem representação no estado. Conforme informações divulgadas pelo Tribunal Superior Eleitoral (TSE), com base em dados de outubro de 2016, o partido político com maior número de filiados no Pará é o Movimento Democrático Brasileiro (MDB), com 68 269 membros, seguido do Partido dos Trabalhadores (PT), com 60 696 membros e do Partido da Social Democracia Brasileira (PSDB), com 41 053 filiados.
Completando a lista dos cinco maiores partidos políticos no estado, por número de membros, estão o Republicanos, com 33 354 membros; e o Partido Trabalhista Brasileiro (PTB), com 31 268 membros. Ainda de acordo com o Tribunal Superior Eleitoral, o Partido Novo (NOVO) e o Partido da Causa Operária (PCO) são os partidos políticos com menor representatividade na unidade federativa, com 6 e 11 filiados, respectivamente.

## Período colonial
| N°                         | Nome                                       | Imagem | Início do mandato       | Fim do mandato          | Observações                                                          |
| Capitães-mores (1615-1753) |                                            |        |                         |                         |                                                                      |
| 1                          | Francisco Castelo Branco                   |        | 21 de dezembro de 1615  | 18 de dezembro de 1618  | Governador Geral da Capitania do Grão-Pará (posteriormente deposto). |
| —                          | Baltasar Rodrigues de Melo                 |        | 18 de dezembro de 1618  | 23 de abril de 1619     | Governador Geral interino da Capitania do Grão-Pará.                 |
| 2                          | Jerónimo Fragoso de Albuquerque            |        | 23 de abril de 1619     | 9 de setembro de 1619   | Governador Geral da Capitania do Grão-Pará.                          |
| —                          | Matias de Albuquerque                      |        | 9 de setembro de 1619   | 30 de setembro de 1619  | Governador Geral interino da Capitania do Grão-Pará.                 |
| 3                          | Custódio Valente                           |        | 30 de setembro de 1619  | 17 de maio de 1620      | Governador Geral da Capitania do Grão-Pará.                          |
| 4                          | Pedro Teixeira                             |        | 17 de maio de 1620      | 18 de julho de 1622     | Governador Geral da Capitania do Grão-Pará.                          |
| 5                          | Bento Maciel Parente                       |        | 18 de julho de 1622     | 6 de outubro de 1626    | Governador Geral da Capitania do Grão-Pará.                          |
| 6                          | Manuel de Sousa d'Eça                      |        | 6 de outubro de 1626    | 18 de outubro de 1627   | Governador Geral da Capitania do Grão-Pará.                          |
| 7                          | Luís Aranha de Vasconcelos                 |        | 18 de outubro de 1627   | 27 de maio de 1630      | Governador Geral da Capitania do Grão-Pará.                          |
| —                          | Jácome Raimundo de Noronha                 |        | 27 de maio de 1630      | 28 de novembro de 1630  | Governador Geral interino da Capitania do Grão-Pará.                 |
| 8                          | António Cavalcanti de Albuquerque          |        | 28 de novembro de 1630  | 22 de junho de 1633     | Governador Geral da Capitania do Grão-Pará.                          |
| 9                          | Luís do Rego de Barros                     |        | 22 de junho de 1633     | 9 de novembro de 1636   | Governador Geral da Capitania do Grão-Pará.                          |
| 10                         | Francisco de Azevedo                       |        | 9 de novembro de 1636   | 17 de abril de 1638     | Governador Geral da Capitania do Grão-Pará.                          |
| —                          | Feliciano de Sousa e Meneses               |        | 17 de abril de 1638     | 9 de novembro de 1638   | Governador Geral interino da Capitania do Grão-Pará.                 |
| 11                         | Aires de Sousa Chichorro                   |        | 9 de novembro de 1638   | 26 de abril de 1639     | Governador Geral da Capitania do Grão-Pará.                          |
| —                          | Manuel Madeira                             |        | 26 de abril de 1639     | 16 de fevereiro de 1640 | Governador Geral interino da Capitania do Grão-Pará.                 |
| 12                         | Pedro Teixeira                             |        | 16 de fevereiro de 1640 | 26 de maio de 1641      | Governador Geral da Capitania do Grão-Pará.                          |
| 13                         | Francisco Cordovil Camacho                 |        | 26 de maio de 1641      | 15 de setembro de 1642  | Governador Geral da Capitania do Grão-Pará.                          |
| —                          | Salvador Correia de Sá                     |        | 15 de setembro de 1642  | 16 de dezembro de 1645  | Presidente da Junta Governativa.                                     |
| 14                         | Francisco Coelho                           |        | 16 de dezembro de 1645  | 28 de julho de 1646     | Governador Geral da Capitania do Grão-Pará.                          |
| —                          | Paulo Soares de Avelar                     |        | 28 de julho de 1646     | 9 de novembro de 1646   | Governador Geral interino da Capitania do Grão-Pará.                 |
| 15                         | Sebastião de Lucena de Azevedo             |        | 9 de novembro de 1646   | 10 de janeiro de 1648   | Governador Geral da Capitania do Grão-Pará.                          |
| —                          | Aires de Sousa Chichorro                   |        | 10 de janeiro de 1648   | 17 de julho de 1649     | Governador Geral interino da Capitania do Grão-Pará.                 |
| 16                         | Inácio do Rego Barreto                     |        | 17 de julho de 1649     | 2 de junho de 1650      | Governador Geral da Capitania do Grão-Pará.                          |
| 17                         | Aires de Sousa Chichorro                   |        | 2 de junho de 1650      | 9 de maio de 1652       | Governador Geral da Capitania do Grão-Pará.                          |
| 18                         | Inácio do Rego Barreto                     |        | 9 de maio de 1652       | 30 de março de 1654     | Governador Geral da Capitania do Grão-Pará.                          |
| —                          | Pedro Correia de Bittencourt               |        | 30 de março de 1654     | 8 de maio de 1654       | Governador Geral interino da Capitania do Grão-Pará.                 |
| —                          | Domingos Machado                           |        | 8 de maio de 1654       | 9 de setembro de 1654   | Governador Geral interino da Capitania do Grão-Pará.                 |
| 19                         | Aires de Sousa Chichorro                   |        | 9 de setembro de 1654   | 8 de dezembro de 1655   | Governador Geral da Capitania do Grão-Pará.                          |
| —                          | Luís Pimenta de Morais                     |        | 8 de dezembro de 1655   | 16 de agosto de 1656    | Governador Geral interino da Capitania do Grão-Pará.                 |
| 20                         | Feliciano Correia                          |        | 16 de agosto de 1656    | 24 de julho de 1658     | Governador Geral da Capitania do Grão-Pará.                          |
| 21                         | Marçal Nunes da Costa                      |        | 24 de julho de 1658     | 16 de abril de 1662     | Governador Geral da Capitania do Grão-Pará.                          |
| 22                         | Francisco de Seixas Pinto                  |        | 16 de abril de 1662     | 5 de junho de 1665      | Governador Geral da Capitania do Grão-Pará.                          |
| —                          | Feliciano Correia                          |        | 5 de junho de 1665      | 21 de janeiro de 1666   | Governador Geral interino da Capitania do Grão-Pará.                 |
| 23                         | António Pinto da Gaia                      |        | 21 de janeiro de 1666   | 3 de setembro de 1667   | Governador Geral da Capitania do Grão-Pará.                          |
| —                          | Manuel Guedes Aranha                       |        | 3 de setembro de 1667   | 1º de abril de 1668     | Governador Geral interino da Capitania do Grão-Pará.                 |
| 24                         | Paulo Martins Garro                        |        | 1º de abril de 1668     | 9 de junho de 1669      | Governador Geral da Capitania do Grão-Pará.                          |
| 25                         | Feliciano Correia                          |        | 9 de junho de 1669      | 4 de abril de 1671      | Governador Geral da Capitania do Grão-Pará.                          |
| 26                         | António Pinto da Gaia                      |        | 4 de abril de 1671      | 30 de julho de 1674     | Governador Geral da Capitania do Grão-Pará.                          |
| 27                         | Marçal Nunes da Costa                      |        | 30 de julho de 1674     | 28 de julho de 1685     | Governador Geral da Capitania do Grão-Pará.                          |
| 28                         | António de Albuquerque Carvalho            |        | 28 de julho de 1685     | 27 de agosto de 1690    | Governador Geral da Capitania do Grão-Pará.                          |
| 29                         | Hilário de Sousa Azevedo                   |        | 27 de agosto de 1690    | 9 de dezembro de 1696   | Governador Geral da Capitania do Grão-Pará.                          |
| 30                         | José Velho de Azevedo                      |        | 9 de dezembro de 1696   | 20 de julho de 1698     | Governador Geral da Capitania do Grão-Pará.                          |
| 31                         | João Velasco de Molina                     |        | 20 de julho de 1698     | 11 de janeiro de 1707   | Governador Geral da Capitania do Grão-Pará.                          |
| 32                         | Pedro Mendes Tomás                         |        | 11 de janeiro de 1707   | 2 de dezembro de 1710   | Governador Geral da Capitania do Grão-Pará.                          |
| 33                         | João de Barros Guerra                      |        | 2 de dezembro de 1710   | 28 de fevereiro de 1716 | Governador Geral da Capitania do Grão-Pará.                          |
| 34                         | José Velho de Azevedo                      |        | 28 de fevereiro de 1716 | 4 de fevereiro de 1720  | Governador Geral da Capitania do Grão-Pará.                          |
| 35                         | Manuel de Madureira Lobo                   |        | 4 de fevereiro de 1720  | 28 de janeiro de 1723   | Governador Geral da Capitania do Grão-Pará.                          |
| 36                         | José Velho de Azevedo e Pedro Mendes Tomás |        | 28 de janeiro de 1723   | 12 de março de 1728     | Governador Geral da Capitania do Grão-Pará.                          |
| 37                         | António Marreiros                          |        | 12 de março de 1728     | 29 de novembro de 1732  | Governador Geral da Capitania do Grão-Pará.                          |
| 38                         | António Duarte de Barros                   |        | 29 de novembro de 1732  | 17 de dezembro de 1737  | Governador Geral da Capitania do Grão-Pará.                          |
| 39                         | João de Abreu Castelo Branco               |        | 17 de dezembro de 1737  | 21 de janeiro de 1747   | Governador Geral da Capitania do Grão-Pará.                          |
| 40                         | Francisco Pedro de Mendonça Gorjão         |        | 21 de janeiro de 1747   | 16 de junho de 1751     | Governador Geral da Capitania do Grão-Pará.                          |
| 41                         | Francisco Xavier de Mendonça Furtado       |        | 16 de junho de 1751     | 24 de maio de 1753      | Governador Geral da Capitania do Grão-Pará.                          |
| Governadores (1753-1821)   |                                            |        |                         |                         |                                                                      |
| —                          | Francisco Xavier de M. Furtado             |        | 24 de maio de 1753      | 5 de junho de 1759      | Governador Geral da Capitania do Grão-Pará.                          |
| 42                         | Manuel Bernardo de Melo e Castro           |        | 5 de junho de 1759      | 28 de outubro de 1763   | Governador Geral da Capitania do Grão-Pará.                          |
| 43                         | Fernando Ataíde de Sousa Coutinho          |        | 28 de outubro de 1763   | 4 de novembro de 1772   | Governador Geral da Capitania do Grão-Pará. O Maquinês               |
| 44                         | João Pereira Caldas                        |        | 4 de novembro de 1772   | 21 de abril de 1780     | Governador Geral da Capitania do Grão-Pará.                          |
| 45                         | José Nápoles de Meneses                    |        | 21 de abril de 1780     | 19 de abril de 1783     | Governador Geral da Capitania do Grão-Pará.                          |
| 46                         | Martinho de Sousa e Albuquerque            |        | 19 de abril de 1783     | 2 de abril de 1790      | Governador Geral da Capitania do Grão-Pará.                          |
| 47                         | Francisco Maurício de Sousa Coutinho       |        | 2 de abril de 1790      | 27 de março de 1803     | Governador Geral da Capitania do Grão-Pará.                          |
| 48                         | Marcos de Noronha e Brito                  |        | 27 de março de 1803     | 11 de abril de 1806     | Governador Geral da Capitania do Grão-Pará. Conde dos Arcos          |
| 49                         | José Narciso de Magalhães                  |        | 11 de abril de 1806     | 3 de novembro de 1810   | Governador Geral da Capitania do Grão-Pará.                          |
| —                          | Antônio Holanda Cavalcanti de Albuquerque  |        | 3 de novembro de 1810   | 16 de julho de 1817     | Presidente da Junta Governativa. Visconde de Albuquerque             |
| 50                         | António José Menezes de Noronha            |        | 16 de julho de 1817     | 29 de junho de 1821     | Governador Geral da Capitania do Grão-Pará. Conde de Vila Flor       |

## Período imperial
Até 5 de setembro de 1850 denominado "província do Grão-Pará"
Legenda
     Partido Conservador
     Partido Liberal
| Nº                            | Nome                                    | Imagem | Partido                                | Início do mandato       | Fim do mandato          | Observações                                                             |
| Primeiro Reinado (1822-1831)  |                                         |        |                                        |                         |                         |                                                                         |
| 1                             | Junta Governativa Paraense de 1821-1824 |        |                                        | 29 de junho de 1821     | 2 de maio de 1824       | Governo Provisório                                                      |
| 2                             | José de Araújo Rozo                     |        |                                        | 2 de maio de 1824       | 28 de maio de 1825      | Presidente Provincial nomeado por Carta imperial                        |
| 3                             | José Félix Burgos                       |        |                                        | 28 de maio de 1825      | 14 de abril de 1828     | Barão de Itapicuru-Mirim                                                |
| 4                             | Paulo José da Silva Gama                |        |                                        | 14 de abril de 1828     | 18 de julho de 1830     | Presidente Provincial nomeado por Carta imperial                        |
| 5                             | José Félix Burgos                       |        |                                        | 18 de julho de 1830     | 19 de julho de 1831     | Barão de Itapicuru-Mirim                                                |
| Período regencial (1831-1840) |                                         |        |                                        |                         |                         |                                                                         |
| 6                             | Bernardo José da Gama                   |        | Partido Liberal                        | 19 de julho de 1831     | 27 de fevereiro de 1832 | Visconde de Goiana                                                      |
| 7                             | José Joaquim Machado de Oliveira        |        |                                        | 27 de fevereiro de 1832 | 4 de dezembro de 1833   | Presidente Provincial nomeado por Carta imperial                        |
| 8                             | Bernardo Lobo de Sousa                  |        |                                        | 4 de dezembro de 1833   | 7 de janeiro de 1835    | Presidente Provincial nomeado por Carta imperial Posteriormente deposto |
| 9                             | Félix Clemente Malcher                  |        |                                        | 7 de janeiro de 1835    | 21 de fevereiro de 1835 | 1° Vice-Presidente no cargo de titular                                  |
| 10                            | Francisco Pedro Vinagre                 |        |                                        | 21 de fevereiro de 1835 | 10 de abril de 1835     | 2° Vice-Presidente no cargo de titular                                  |
| 11                            | Manuel Jorge Rodrigues                  |        |                                        | 10 de abril de 1835     | 7 de novembro de 1835   | Barão com grandeza de Taquari                                           |
| 12                            | Eduardo Angelim                         |        | Partido Liberal                        | 7 de novembro de 1835   | 9 de abril de 1836      | Presidente Provincial nomeado por Carta imperial                        |
| 13                            | Francisco Soares de Andréa              |        | Partido Conservador[carece de fontes?] | 9 de abril de 1836      | 7 de abril de 1839      | Tenente General, Barão de Caçapava                                      |
| 14                            | Bernardo de Sousa Franco                |        | Partido Conservador[carece de fontes?] | 7 de abril de 1839      | 19 de fevereiro de 1840 | Visconde de Sousa Franco                                                |
| Segundo Reinado (1840-1889)   |                                         |        |                                        |                         |                         |                                                                         |
| 15                            | João Antônio de Miranda                 |        | Partido Conservador[carece de fontes?] | 19 de fevereiro de 1840 | 5 de novembro de 1840   | 1° Vice-Presidente no cargo de titular                                  |
| 16                            | Tristão Santos                          |        | Partido Conservador[carece de fontes?] | 5 de novembro de 1840   | 24 de fevereiro de 1841 | 2° Vice-Presidente no cargo de titular                                  |
| 17                            | Bernardo de Sousa Franco                |        | Partido Conservador[carece de fontes?] | 24 de fevereiro de 1841 | 29 de abril de 1842     | Visconde de Sousa Franco                                                |
| 18                            | Rodrigo de Sousa Pontes                 |        | Partido Conservador[carece de fontes?] | 29 de abril de 1842     | 7 de agosto de 1843     | Presidente Provincial nomeado por Carta imperial                        |
| 19                            | José Tomás Henriques                    |        | Partido Liberal                        | 7 de agosto de 1843     | 21 de maio de 1844      | Presidente Provincial nomeado por Carta imperial                        |
| 20                            | Manuel Paranhos                         |        | Partido Liberal                        | 21 de maio de 1844      | 7 de fevereiro de 1845  | Presidente Provincial nomeado por Carta imperial                        |
|                               |                                         |        |                                        |                         |                         |                                                                         |
| 21                            | João Maria de Morais                    |        | Partido Liberal                        | 7 de fevereiro de 1845  | 24 de outubro de 1845   | 1° Vice-Presidente no cargo de titular                                  |
| 22                            | Manuel Paranhos                         |        | Partido Liberal                        | 24 de outubro de 1845   | 4 de agosto de 1846     | Presidente Provincial nomeado por Carta imperial                        |
| 23                            | João Maria de Morais                    |        | Partido Liberal                        | 4 de agosto de 1846     | 11 de novembro de 1846  | 1° Vice-Presidente no cargo de titular                                  |
| 24                            | Herculano Ferreira Pena                 |        | Partido Conservador[carece de fontes?] | 11 de novembro de 1846  | 11 de julho de 1847     | Presidente Provincial nomeado por Carta imperial                        |
| 25                            | João Maria de Morais                    |        | Partido Liberal                        | 11 de julho de 1847     | 21 de outubro de 1847   | Presidente Interino                                                     |
| 26                            | Herculano Ferreira Pena                 |        | Partido Conservador[carece de fontes?] | 21 de outubro de 1847   | 28 de março de 1848     | Presidente Provincial nomeado por Carta imperial                        |
| 27                            | João Maria de Morais                    |        | Partido Liberal                        | 28 de março de 1848     | 7 de maio de 1848       | Presidente Provincial nomeado por Carta imperial                        |
| 28                            | Jerônimo Francisco Coelho               |        | Partido Conservador[carece de fontes?] | 7 de maio de 1848       | 31 de maio de 1850      | Presidente Provincial nomeado por Carta imperial                        |
| 29                            | João Maria de Morais                    |        | Partido Liberal                        | 31 de maio de 1850      | 1º de agosto de 1850    | Presidente Provincial nomeado por Carta imperial                        |
| 30                            | Ângelo Custódio Correia                 |        | Partido Conservador[carece de fontes?] | 1º de agosto de 1850    | 12 de setembro de 1850  | Presidente Provincial nomeado por Carta imperial                        |
| 31                            | Fausto Augusto de Aguiar                |        | Partido Conservador[carece de fontes?] | 12 de setembro de 1850  | 19 de agosto de 1852    | 1° Vice-Presidente no cargo de titular                                  |
| 32                            | José Joaquim da Cunha                   |        | Partido Liberal                        | 19 de agosto de 1852    | 15 de outubro de 1853   | Presidente Provincial nomeado por Carta imperial                        |
| 33                            | Sebastião do Rego Barros                |        | Partido Conservador[carece de fontes?] | 15 de outubro de 1853   | 14 de maio de 1855      | Presidente Provincial nomeado por Carta imperial                        |
| 33                            | Ângelo Custódio Correia                 |        | Partido Conservador[carece de fontes?] | 14 de maio de 1855      | 31 de julho de 1855     | 1° Vice-Presidente no cargo de titular                                  |
| 34                            | Miguel Antônio Guimarães                |        | Partido Liberal                        | 31 de julho de 1855     | 29 de maio de 1856      | Presidente Provincial nomeado por Carta imperial                        |
| 35                            | Henrique Beaurepaire-Rohan              |        | Partido Liberal                        | 29 de maio de 1856      | 26 de outubro de 1857   | Presidente Provincial nomeado por Carta imperial                        |
| 36                            | João da Silva Carrão                    |        | Partido Conservador[carece de fontes?] | 26 de outubro de 1857   | 24 de maio de 1858      | Presidente Provincial nomeado por Carta imperial                        |
| 37                            | Ambrósio Leitão da Cunha                |        | Partido Conservador[carece de fontes?] | 24 de maio de 1858      | 7 de dezembro de 1858   | Barão de Mamoré                                                         |
| 38                            | Manuel de Frias                         |        | Partido Conservador[carece de fontes?] | 7 de dezembro de 1858   | 23 de outubro de 1859   | 1° Vice-Presidente no cargo de titular                                  |
| 39                            | Antônio Coelho de Sá                    |        | Partido Liberal                        | 23 de outubro de 1859   | 12 de maio de 1860      | Presidente Provincial nomeado por Carta imperial                        |
| 40                            | Fábio Alexandrino de Carvalho           |        | Partido Liberal                        | 12 de maio de 1860      | 8 de agosto de 1860     | 1° Vice-Presidente no cargo de titular                                  |
| 41                            | Ângelo Tomás do Amaral                  |        | Partido Liberal                        | 8 de agosto de 1860     | 4 de maio de 1861       | 2° Vice-Presidente no cargo de titular                                  |
| 42                            | Olinto José Meira                       |        | Partido Liberal                        | 4 de maio de 1861       | 11 de julho de 1861     | 3° Vice-Presidente no cargo de titular                                  |
| 43                            | Francisco de Araújo Brusque             |        | Partido Conservador[carece de fontes?] | 11 de julho de 1861     | 1º de novembro de 1863  | Presidente Provincial nomeado por Carta imperial                        |
| 44                            | Olinto José Meira                       |        | Partido Liberal                        | 1º de novembro de 1863  | 29 de fevereiro de 1864 | Presidente Provincial nomeado por Carta imperial                        |
| 45                            | João Maria de Morais                    |        | Partido Liberal                        | 29 de fevereiro de 1864 | 29 de julho de 1864     | 1° Vice-Presidente no cargo de titular                                  |
| 46                            | José Couto de Magalhães                 |        | Partido Liberal                        | 29 de julho de 1864     | 28 de junho de 1866     | Presidente Provincial nomeado por Carta imperial                        |
| 47                            | Antônio Lacerda de Chermont             |        | Partido Conservador[carece de fontes?] | 28 de junho de 1866     | 1º de junho de 1866     | Barão de Arari                                                          |
| 48                            | Joaquim Raimundo de Lamare              |        | Partido Conservador[carece de fontes?] | 1º de junho de 1866     | 6 de agosto de 1868     | 1° Vice-Presidente no cargo de titular                                  |
| 49                            | Antônio Lacerda de Chermont             |        | Partido Conservador[carece de fontes?] | 6 de agosto de 1868     | 29 de setembro de 1868  | Barão de Arari                                                          |
| 50                            | Manuel Siqueira Mendes                  |        | Partido Conservador[carece de fontes?] | 29 de setembro de 1868  | 18 de outubro de 1868   | Presidente Provincial nomeado por Carta imperial                        |
| 51                            | José Bento Figueiredo                   |        | Partido Conservador[carece de fontes?] | 18 de outubro de 1868   | 16 de maio de 1869      | 1° Vice-Presidente no cargo de titular                                  |
| 52                            | Miguel Antônio Guimarães                |        | Partido Liberal                        | 16 de maio de 1869      | 8 de novembro de 1869   | Presidente Provincial nomeado por Carta imperial                        |
| 53                            | Manuel Siqueira Mendes                  |        | Partido Conservador[carece de fontes?] | 8 de novembro de 1869   | 2 de dezembro de 1869   | Presidente Provincial nomeado por Carta imperial                        |
| 54                            | João Alfredo Correia de Oliveira        |        | Partido Conservador[carece de fontes?] | 2 de dezembro de 1869   | 17 de abril de 1870     | Presidente Provincial nomeado por Carta imperial                        |
| 55                            | Abel Graça                              |        | Partido Conservador[carece de fontes?] | 17 de abril de 1870     | 16 de dezembro de 1870  | Presidente Provincial nomeado por Carta imperial                        |
| 56                            | Joaquim Machado Portella                |        | Partido Conservador[carece de fontes?] | 16 de dezembro de 1870  | 8 de janeiro de 1871    | 1° Vice-Presidente no cargo de titular                                  |
| 57                            | Abel Graça                              |        | Partido Conservador[carece de fontes?] | 8 de janeiro de 1871    | 25 de março de 1872     | Presidente Provincial nomeado por Carta imperial                        |
| 58                            | Francisco Bonifácio de Abreu            |        | Partido Liberal                        | 25 de março de 1872     | 2 de novembro de 1872   | Barão da Villa da Barra                                                 |
| 59                            | Miguel Antônio Guimarães                |        | Partido Liberal                        | 2 de novembro de 1872   | 17 de maio de 1873      | Barão de Santarém                                                       |
| 60                            | Domingos José da Cunha Jr               |        | Partido Liberal                        | 17 de maio de 1873      | 21 de novembro de 1873  | 1° Vice-Presidente no cargo de titular                                  |
| 61                            | Guilherme Francisco Cruz                |        | Partido Liberal                        | 21 de novembro de 1873  | 19 de abril de 1874     | 2° Vice-Presidente no cargo de titular                                  |
| 62                            | Pedro Vicente de Azevedo                |        | Partido Conservador[carece de fontes?] | 19 de abril de 1874     | 1° de julho de 1875     | Presidente Provincial nomeado por Carta imperial                        |
| 63                            | Francisco Maria Benevides               |        | Partido Liberal                        | 1° de julho de 1875     | 18 de março de 1876     | Presidente Provincial nomeado por Carta imperial                        |
| 64                            | João Bandeira de Mello                  |        | Partido Conservador[carece de fontes?] | 18 de março de 1876     | 9 de março de 1878      | Presidente Provincial nomeado por Carta imperial                        |
| 65                            | José da Gama Malcher                    |        | Partido Conservador[carece de fontes?] | 9 de março de 1878      | 18 de março de 1878     | 1° Vice-Presidente no cargo de titular                                  |
| 66                            | José Joaquim do Carmo                   |        | Partido Liberal                        | 18 de março de 1878     | 21 de dezembro de 1879  | Presidente Provincial nomeado por Carta imperial                        |
| 67                            | José Coelho da Gama e Abreu             |        | Partido Conservador[carece de fontes?] | 21 de dezembro de 1879  | 29 de março de 1881     | Presidente Provincial nomeado por Carta imperial                        |
| 68                            | José da Gama Malcher                    |        | Partido Conservador[carece de fontes?] | 29 de março de 1881     | 27 de abril de 1881     | 1° Vice-Presidente no cargo de titular                                  |
| 69                            | Manuel de Sousa Dantas Filho            |        | Partido Conservador[carece de fontes?] | 27 de abril de 1881     | 4 de janeiro de 1882    | 2° Vice-Presidente no cargo de titular                                  |
| 70                            | José da Gama Malcher                    |        | Partido Conservador[carece de fontes?] | 4 de janeiro de 1882    | 27 de março de 1882     | 1° Vice-Presidente no cargo de titular                                  |
| 71                            | João José Pedrosa                       |        | Partido Conservador[carece de fontes?] | 27 de março de 1882     | 24 de maio de 1882      | 3° Vice-Presidente no cargo de titular                                  |
| 72                            | João Rodrigues Chaves                   |        | Partido Liberal                        | 24 de maio de 1882      | 29 de junho de 1882     | Presidente Provincial nomeado por Carta imperial                        |
| 73                            | Justino Ferreira Carneiro               |        | Partido Liberal                        | 29 de junho de 1882     | 28 de agosto de 1882    | 2° Vice-Presidente no cargo de titular                                  |
| 74                            | João Rodrigues Chaves                   |        | Partido Liberal                        | 28 de agosto de 1882    | 16 de dezembro de 1882  | Presidente Provincial nomeado por Carta imperial                        |
| 75                            | Enéas Gustavo Galvão                    |        | Partido Conservador[carece de fontes?] | 16 de dezembro de 1882  | 21 de fevereiro de 1884 | Visconde de Maracaju                                                    |
| 76                            | José de Araújo Danin                    |        | Partido Conservador[carece de fontes?] | 21 de fevereiro de 1884 | 15 de agosto de 1884    | 1° Vice-Presidente no cargo de titular                                  |
| 77                            | João Silveira de Sousa                  |        | Partido Conservador[carece de fontes?] | 15 de agosto de 1884    | 18 de janeiro de 1885   | 2° Vice-Presidente no cargo de titular                                  |
| 78                            | Carlos Augusto de Carvalho              |        | Partido Conservador[carece de fontes?] | 18 de janeiro de 1885   | 5 de maio de 1885       | 3° Vice-Presidente no cargo de titular                                  |
| 79                            | João Lourenço de Sousa                  |        | Partido Liberal                        | 5 de maio de 1885       | 29 de dezembro de 1885  | Presidente Provincial nomeado por Carta imperial                        |
| 80                            | Tristão de Alencar Araripe              |        | Partido Liberal                        | 29 de dezembro de 1885  | 11 de junho de 1886     | Presidente Provincial nomeado por Carta imperial                        |
| 81                            | João Antônio de Araújo Freitas          |        | Partido Conservador[carece de fontes?] | 11 de junho de 1886     | 3 de outubro de 1886    | Presidente Provincial nomeado por Carta imperial                        |
| 82                            | Joaquim da Costa Barradas               |        | Partido Conservador[carece de fontes?] | 3 de outubro de 1886    | 10 de setembro de 1887  | Presidente Provincial nomeado por Carta imperial                        |
| 83                            | Francisco José Cardoso Júnior           |        | Partido Conservador[carece de fontes?] | 10 de setembro de 1887  | 8 de julho de 1888      | Presidente Provincial nomeado por Carta imperial                        |
| 84                            | Miguel de Almeida Pernambuco            |        | Partido Conservador[carece de fontes?] | 8 de julho de 1888      | 1889                    | 1° Vice-Presidente no cargo de titular                                  |
| 85                            | João Santos Campos                      |        | Partido Conservador[carece de fontes?] | 1889                    | 19 de junho de 1889     | 2° Vice-Presidente no cargo de titular                                  |
| 86                            | José de Araújo Danin                    |        | Partido Conservador[carece de fontes?] | 19 de junho de 1889     | 2 de agosto de 1889     | 3° Vice-Presidente no cargo de titular                                  |
| 87                            | José Ferreira Braga                     |        | Partido Liberal                        | 2 de agosto de 1889     | 16 de novembro de 1889  | Presidente Provincial nomeado por Carta imperial                        |

## Período republicano
| Nº                                                    | Nome                                   | Imagem                | Partido                                          | Início do mandato       | Fim do mandato                             | Observações |
| Primeira República Brasileira (1889-1930)             |                                        |                       |                                                  |                         |                                            | |
| —                                                     | Junta Governativa Paraense de 1889     |                       | —                                                | 16 de novembro de 1889  | 17 de dezembro de 1889                     | Governo provisório triunvirato |
| 1                                                     | Justo Chermont                         |                       |                                                  | 17 de dezembro de 1889  | 7 de fevereiro de 1891                     | Presidente nomeado pelo Governo Federal, se afastou para assumir o Ministério das Relações Exteriores.                                                                                            |
| 2                                                     | Gentil Bittencourt                     |                       |                                                  | 7 de fevereiro de 1891  | 25 de março de 1891                        | Vice-Governador no cargo de titular. |
| 3                                                     | Huet de Bacelar                        |                       |                                                  | 25 de março de 1891     | 24 de junho de 1891                        | Presidente nomeado pelo Governo Federal. |
| 4                                                     | Lauro Sodré                            |                       | Partido Republicano Federal PRF                  | 24 de junho de 1891     | 1º de fevereiro de 1897                    | Presidente de forma indireta eleito pelo Congresso Constituinte. |
| 5                                                     | Pais de Carvalho                       |                       | Partido Republicano Paraense PRP                 | 1º de fevereiro de 1897 | 1º de fevereiro de 1901                    | Presidente eleito de forma indireta pela Assembleia Legislativa do Pará. |
| 6                                                     | Augusto Montenegro                     |                       | Partido Republicano Paraense PRP                 | 1º de fevereiro de 1901 | 1º de fevereiro de 1909                    | Presidente nomeado pelo Governo Federal. |
| 7                                                     | João Antônio Luís Coelho               |                       | Partido Republicano Paraense PRP                 | 1º de fevereiro de 1909 | 1º de fevereiro de 1913                    | Presidente eleito de forma indireta pela Assembleia Legislativa do Pará. |
| 8                                                     | Enéas Martins                          |                       | Partido Republicano Paraense PRP                 | 1º de fevereiro de 1913 | 1º de fevereiro de 1917                    | Presidente eleito de forma indireta pela Assembleia Legislativa do Pará, deposto por levante militar.                                                                                             |
| 9                                                     | Lauro Sodré                            |                       | Partido Republicano Federal PRF                  | 1º de fevereiro de 1917 | 1º de fevereiro de 1921                    | Presidente eleito de forma indireta pela Assembleia Legislativa do Pará. |
| 10                                                    | Antônio Emiliano de Sousa              |                       | Partido Republicano Federal PRF                  | 1º de fevereiro de 1921 | 1º de fevereiro de 1925                    | Presidente eleito em comícios populares de 10 de janeiro de 1921. |
| 11                                                    | Dionísio Bentes                        |                       | Partido Republicano Federal PRF                  | 1º de fevereiro de 1925 | 1º de fevereiro de 1929                    | Presidente eleito em comícios populares de 10 de janeiro de 1925. |
| 12                                                    | Eurico de Freitas Vale                 |                       | Partido Republicano Federal PRF                  | 1º de fevereiro de 1929 | 24 de outubro de 1930                      | Presidente interino, assume após a deposição de Dionísio Bentes. Foi o responsável pela Resistência contra a Revolução de 1930.                                                                   |
| —                                                     | Junta Governativa Paraense de 1930 (1) |                       | —                                                | 24 de outubro de 1930   | 26 de outubro de 1930                      | Governo provisório, foi o primeiro triunvirato formado em decorrência da Revolução de 1930. |
| —                                                     | Landry Sales Gonçalves                 |                       | Aliança Liberal AL                               | 26 de outubro de 1930   | 28 de outubro de 1930                      | Chefe do governo provisório na qualidade de comandante da Região Militar. |
| Segunda e Terceira Repúblicas Brasileiras (1930-1945) |                                        |                       |                                                  |                         |                                            | |
| —                                                     | Junta Governativa Paraense de 1930 (2) |                       | —                                                | 28 de outubro de 1930   | 12 de novembro de 1930                     | Governo provisório, foi o segundo triunvirato formado em decorrência da Revolução de 1930. |
| 13                                                    | Magalhães Barata                       |                       |                                                  | 12 de novembro de 1930  | 12 de abril de 1935                        | Interventor federal nomeado pelo Presidente da República. |
| —                                                     | Roberto Carneiro                       |                       |                                                  | 12 de abril de 1935     | 4 de maio de 1935                          | Interventor federal interino, nomeado pelo Presidente da República. |
| 14                                                    | José Carneiro da Gama Malcher          |                       |                                                  | 4 de maio de 1935       | 25 de janeiro de 1943                      | Interventor federal nomeado pelo Presidente da República. |
| —                                                     | Miguel de Almeida Filho                |                       |                                                  | 25 de janeiro de 1943   | 20 de fevereiro de 1943                    | Interventor federal interino, nomeado pelo Presidente da República. |
| 15                                                    | Magalhães Barata                       |                       |                                                  | 20 de fevereiro de 1943 | 29 de outubro de 1945                      | Interventor federal nomeado pelo Presidente da República. |
| Quarta República Brasileira (1945-1964)               |                                        |                       |                                                  |                         |                                            | |
| 16                                                    | João Guilherme Bittencourt             |                       |                                                  | 29 de outubro de 1945   | 30 de outubro de 1945                      | Interventor federal nomeado pelo Presidente da República. |
| —                                                     | Zacarias de Assumpção                  |                       |                                                  | 30 de outubro de 1945   | 6 de novembro de 1945                      | Interventor federal nomeado pelo Presidente da República. |
| 17                                                    | Manuel Maroja Neto                     |                       |                                                  | 6 de novembro de 1945   | 9 de fevereiro de 1946                     | Interventor federal nomeado pelo Presidente da República. |
| 18                                                    | Otávio Bastos Meira                    |                       |                                                  | 9 de fevereiro de 1946  | 9 de dezembro de 1946                      | Interventor federal nomeado pelo Presidente da República. |
| 19                                                    | José Faustino Santos                   |                       |                                                  | 9 de dezembro de 1946   | 11 de março de 1947                        | Interventor federal nomeado pelo Presidente da República. |
| 20                                                    | Luís de Moura Carvalho                 |                       | Partido Social Democrático PSD                   | 11 de março de 1947     | 29 de junho de 1950                        | Governador eleito em sufrágio universal, renunciou ao mandato para disputar uma vaga no Senado Federal.                                                                                           |
| —                                                     | Antônio Teixeira Gueiros               |                       | Partido Social Democrático PSD                   | 27 de julho de 1948     | 13 de agosto de 1948                       | Presidente da Assembleia Legislativa no cargo de titular. |
| —                                                     | Waldir Bouhid                          |                       | Partido Social Democrático PSD                   | 30 de junho de 1950     | 16 de julho de 1950                        | Vice-Presidente da Assembleia Legislativa no cargo de titular. |
| 21                                                    | Alberto Engelhard                      |                       | União Democrática Nacional UDN                   | 17 de julho de 1950     | 25 de janeiro de 1951                      | Governador eleito pela Assembleia Legislativa. |
| —                                                     | Waldir Bouhid                          |                       | Partido Social Democrático PSD                   | 25 de janeiro de 1951   | 27 de janeiro de 1951                      | Presidente da Assembleia Legislativa no cargo de titular, renunciou em virtude da deflagração de um levante na Polícia Militar do estado e da conseqüente tomada da cidade pelas forças federais. |
| —                                                     | Arnaldo Lobo                           |                       | Sem Partido                                      | 27 de janeiro de 1951   | 9 de fevereiro de 1951                     | Presidente do Tribunal de Justiça do Estado do Pará no cargo de titular. |
| —                                                     | Abel Nunes de Figueiredo               |                       | Partido Social Democrático PSD                   | 9 de fevereiro de 1951  | 20 de fevereiro de 1951                    | Presidente da Assembleia Legislativa no cargo de titular. |
| 23                                                    | Zacarias de Assumpção                  |                       | Partido Social Progressista PSP                  | 20 de fevereiro de 1951 | 31 de janeiro de 1956                      | Governador eleito em sufrágio universal. |
| 24                                                    | Edward Catete Pinheiro                 |                       | Partido Social Progressista PSP                  | 31 de janeiro de 1956   | 10 de junho de 1956                        | Presidente da Assembleia Legislativa no cargo de titular. |
| 25                                                    | Magalhães Barata                       |                       | Partido Social Democrático PSD                   | 10 de junho de 1956     | 29 de maio de 1959                         | Governador eleito em sufrágio universal. |
| 26                                                    | Luís de Moura Carvalho                 |                       | Partido Social Democrático PSD                   | 29 de maio de 1959      | 31 de janeiro de 1961                      | Vice-governador eleito assumiu após Magalhães Barata falecer. |
| 27                                                    | Aurélio do Carmo                       |                       | Partido Social Democrático PSD                   | 31 de janeiro de 1961   | 15 de junho de 1964                        | Governador eleito em sufrágio universal; deposto pelo golpe de 1964. |
| Ditadura militar brasileira                           |                                        |                       |                                                  |                         |                                            | |
| 28                                                    | Jarbas Passarinho                      |                       | União Democrática Nacional UDN                   | 15 de junho de 1964     | 31 de janeiro de 1966                      | Governador nomeado pelo Presidente da República. |
| 29                                                    | Alacid Nunes                           |                       | Aliança Renovadora Nacional ARENA                | 31 de janeiro de 1966   | 15 de março de 1971                        | Governador eleito em sufrágio universal. |
| 30                                                    | Fernando Guilhon                       |                       | Aliança Renovadora Nacional ARENA                | 15 de março de 1971     | 15 de março de 1975                        | Governador eleito pelo Colégio Eleitoral. |
| 31                                                    | Aloysio Chaves                         |                       | Aliança Renovadora Nacional ARENA                | 15 de março de 1975     | 1º de agosto de 1978                       | Governador eleito pelo Colégio Eleitoral. |
| 32                                                    | Clóvis Rego                            |                       | Aliança Renovadora Nacional ARENA                | 1º de agosto de 1978    | 15 de março de 1979                        | Vice-Governador eleito pelo Colégio Eleitoral no cargo de titular. |
| 33                                                    | Alacid Nunes                           |                       | Partido Democrático Social PDS                   | 15 de março de 1979     | 15 de março de 1983                        | Governador eleito pelo Colégio Eleitoral. |
| Sexta República Brasileira (1985-presente)            |                                        |                       |                                                  |                         |                                            | |
| 34                                                    | Jader Barbalho                         |                       | Partido do Movimento Democrático Brasileiro PMDB | 15 de março de 1983     | 15 de março de 1987                        | Governador eleito em sufrágio universal. |
| 35                                                    | Hélio Gueiros                          |                       | Partido do Movimento Democrático Brasileiro PMDB | 15 de março de 1987     | 15 de março de 1991                        | Governador eleito em sufrágio universal. |
| 36                                                    | Jader Barbalho                         |                       | Partido do Movimento Democrático Brasileiro PMDB | 15 de março de 1991     | 3 de abril de 1994                         | Governador eleito em sufrágio universal. |
| 37                                                    | Carlos Santos                          |                       | Partido Progressista Brasileiro PPB              | 3 de abril de 1994      | 1º de janeiro de 1995                      | Vice-governador eleito assumiu após a renúncia do titular. |
| 38                                                    | Almir Gabriel                          |                       | Partido da Social Democracia Brasileira PSDB     | 1º de janeiro de 1995   | 1º de janeiro de 1999                      | Governador eleito em sufrágio universal. |
| 38                                                    | Almir Gabriel                          | 1º de janeiro de 1999 | Partido da Social Democracia Brasileira PSDB     | 1º de janeiro de 2003   | Governador reeleito em sufrágio universal. | |
| 39                                                    | Simão Jatene                           |                       | Partido da Social Democracia Brasileira PSDB     | 1º de janeiro de 2003   | 1º de janeiro de 2007                      | Governador eleito em sufrágio universal. |
| 40                                                    | Ana Júlia Carepa                       |                       | Partido dos Trabalhadores PT                     | 1º de janeiro de 2007   | 1º de janeiro de 2011                      | Governadora eleita em sufrágio universal. |
| 41                                                    | Simão Jatene                           |                       | Partido da Social Democracia Brasileira PSDB     | 1º de janeiro de 2011   | 1º de janeiro de 2015                      | Governador eleito em sufrágio universal. |
| 41                                                    | Simão Jatene                           | 1º de janeiro de 2015 | Partido da Social Democracia Brasileira PSDB     | 1º de janeiro de 2019   | Governador reeleito em sufrágio universal. | |
| 42                                                    | Helder Barbalho                        |                       | Movimento Democrático Brasileiro MDB             | 1º de janeiro de 2019   | 1° de janeiro de 2023                      | Governador eleito em sufrágio universal. |
| 42                                                    | Helder Barbalho                        | 1° de janeiro de 2023 | Movimento Democrático Brasileiro MDB             | Em exercício            | Governador reeleito em sufrágio universal. | |